# Curman

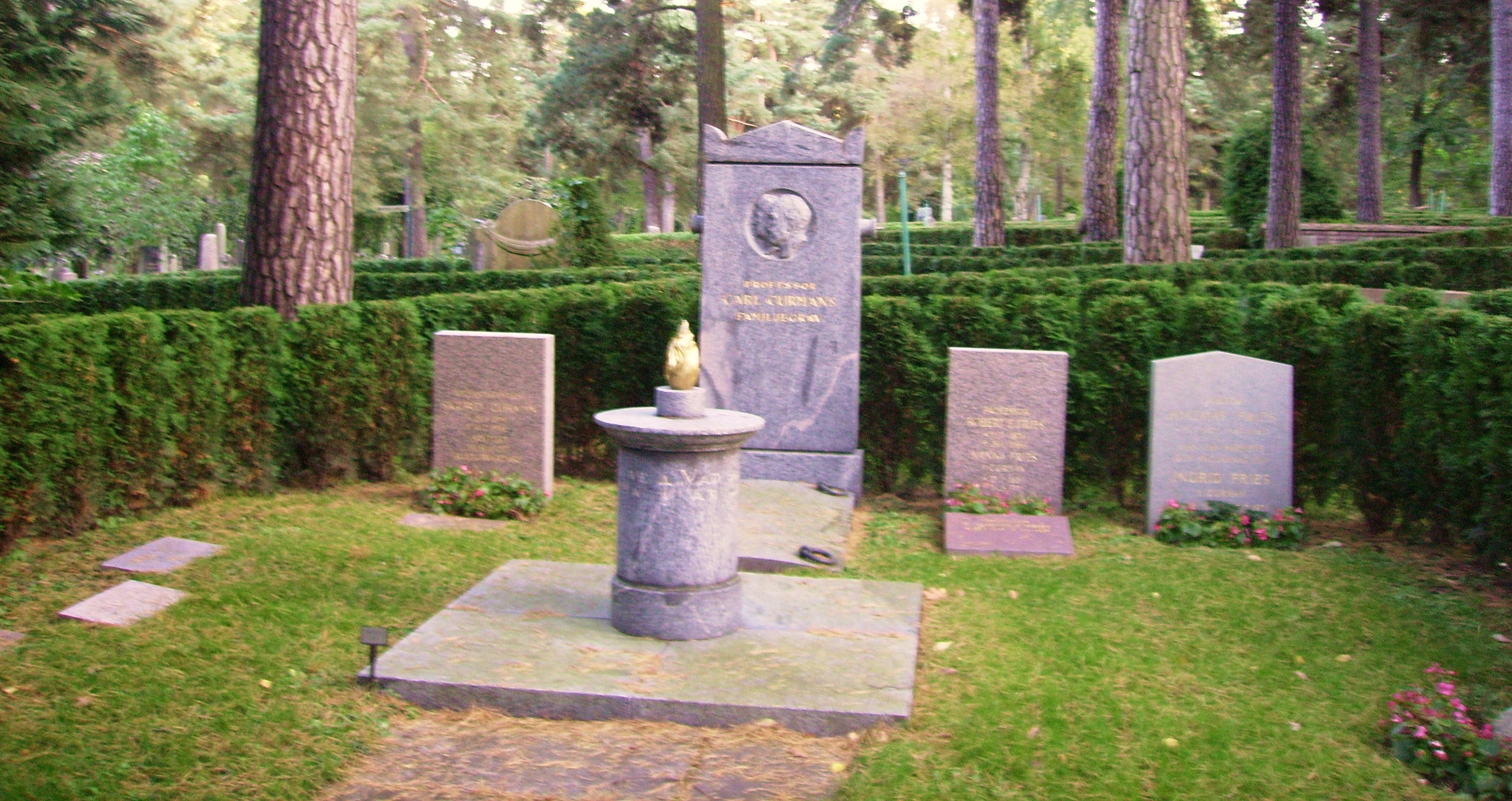
Familjen Curmans gravplats på Norra begravningsplatsen i Stockholm. Längst till vänster Sigurd Curman (röd sten), i mitten Carl Curman (högsta stenen).

Curman är en svensk släkt från Tuna i Nykil.
Äldste kände stamfadern är Hindrich Churländer  (1585–1644), kornett vid Östgöta ryttare. Han erhöll kronohemmanet Tuna i Nykils socken i Östergötlands län på livstid genom ett gåvobrev utfärdat 1628 av Gustav II Adolf vid Dirschau. Hans efterlevande fick äganderätten, varför gården stannade i släktens ägo fram till 1878.
Hindrich Churländers son riksdagsmannen Grels Hindersson (1634–1706) antog efternamnet Curman. Släkten var fram till mitten av 1800-talet militärer (rusthållare), myndighetspersoner eller lantbrukare, bosatta i Tuna och på andra platser i närheten av Linköping i Östergötland. 

## Personer i släkten i kronologisk ordning
- Hindrik Churländer (d. cirka 1645), kornett i Tuna, Nykils socken.
- Grels Hindriksson-Curman (1634–1706), nämndeman och riksdagsman, son till Hindrik Churländer.
- Bengt Grelsson-Curman (1683–1737), rusthållare i Tuna, Nykils socken, son till Grels Curman.
- Johan Curman (1715–1782), rusthållare i Tuna, Nykils socken, son till Bengt Grelsson-Curman.
- Samuel Curman (1749–1824), rusthållare i Alorp, Sjögestads socken, son till Johan Curman (1715–1782).
- Johan Peter Curman (1773–1849), löjtnant, son till Samuel Curman (1749–1824)
- Samuel Johan Curman (1801–1865), lantbrukare i Snyttringe, Allhelgona socken, gift med Maria Carolina (f. Strömberg), son Johan Peter Curman, far till Carl Curman.
- Axel August Curman (1811–1885), kommissionshandlare i Linköping, bror till Samuel Johan Curman (1801–1865). Ledamot av Linköpings drätselkammare mellan 1863 och 1865. I början av 1870-talet köpte han ett torp i Sankt Lars socken på östra sidan av Stångån och uppförde där en bostad som han kallade Augustberg[2]. Byggnaden, och den genom området löpande gatan Curmansgatan, är uppkallade efter honom.
- Carl Curman (1833–1913), professor, läkare, vetenskapsman.
- Calla Curman (1850–1935) (f. Lundström), författare och samhällsdebattör, grundare av Stångehuvuds naturreservat, gift med Carl Curman (1833–1913).
- Sigurd Curman (1879–1966),  professor, riksantikvarie, son till Carl Curman och Calla Curman.
- Jöran Curman (1907–1972), arkitekt, samhällsplanerare, son till Sigurd Curman.
- Hans Curman (1910–1977), barn- och ungdomspsykiater, son till Sigurd Curman
- Peter Curman (1941–2021), författare, son till Hans Curman.